# Blythia reticulata
Blythia reticulata е вид змия от семейство Смокообразни (Colubridae).

## Разпространение
Видът е разпространен в Индия (Асам) и Мианмар.